# ساوث، کوینزفری
ساوث (به انگلیسی: South Queensferry) یک روستا در اسکاتلند است که در ادینبرا واقع شده‌است. ساوث ۹٬۰۲۶ نفر جمعیت دارد.